# André Bazin
André Bazin (Angers, 1918. április 18. – Nogent-sur-Marne, 1958. november 11.) francia filmkritikus, filmesztéta.

## Életpályája és munkássága
Pedagógiai főiskolát végzett, s diplomája megszerzése után irodalomtörténet-tanár volt. A megszállás idején részt vett az ellenállási mozgalomban. Már főiskolás korában megkülönböztetett érdeklődéssel fordult a francia filmművészet felé. Több haladó szellemű filmklubot alapított. Elsősorban mint kritikus és esztéta fejtett ki jelentős tevékenységet. A Le Parisien Liberé, a L'Écran Français, az Esprit és a France Observateur számára dolgozott 1950–1958 között. Jacques Doniol-Valcroze-zal együtt alapítója és szerkesztője volt a Cahiers du Cinéma című filmfolyóiratnak 1951-től. A francia újhullám (nouvelle vague) fiatal rendezőinek szellemi atyja volt. Írásait mélyreható elemző módszer és filozófiai érdeklődés jellemezte. Szemléletére hatást gyakorolt Jean-Paul Sartre, az egzisztencializmus író-filozófusa, akihez személyes ismeretség is fűzte. Kitűnő stiliszta volt. Megállapításait, eredményeit, következtetéseit igyekezett általánosítani.
Leukémiában hunyt el 1958-ban.

## Művei
- Orson Welles (tanulmányok, 1950)
- Vittorio De Sica (tanulmányok, 1952)
- A vadnyugati film (tanulmányok, 1952)
- Válogatott írásai (1958-1960)
- Négyszáz csapás (1959)
- Válogatott filmesztétikai tanulmányok (1961)
- Mi a film? (1958)

### Magyarul
- Válogatott filmesztétikai tanulmányok; vál., ford. Baróti Dezső; Magyar Filmtudományi Intézet és Filmarchívum, Bp., 1961 (Filmművészeti könyvtár)
- Tanulmányok a filmművészetről; vál., szerk. Zalán Vince, ford. Baróti Dezső et al.; Magyar Filmtudományi Intézet és Filmarchívum, Bp., 1977 (Filmművészeti könyvtár)
- Mi a film? Esszék, tanulmányok; vál., szerk. Zalán Vince, ford. Ádám Péter et al.; Osiris, Bp., 1995 (Osiris könyvtár. Film)